# Blet
Blet is een gemeente in het Franse departement Cher (regio Centre-Val de Loire) en telt 633 inwoners (2005). De plaats maakt deel uit van het arrondissement Saint-Amand-Montrond.

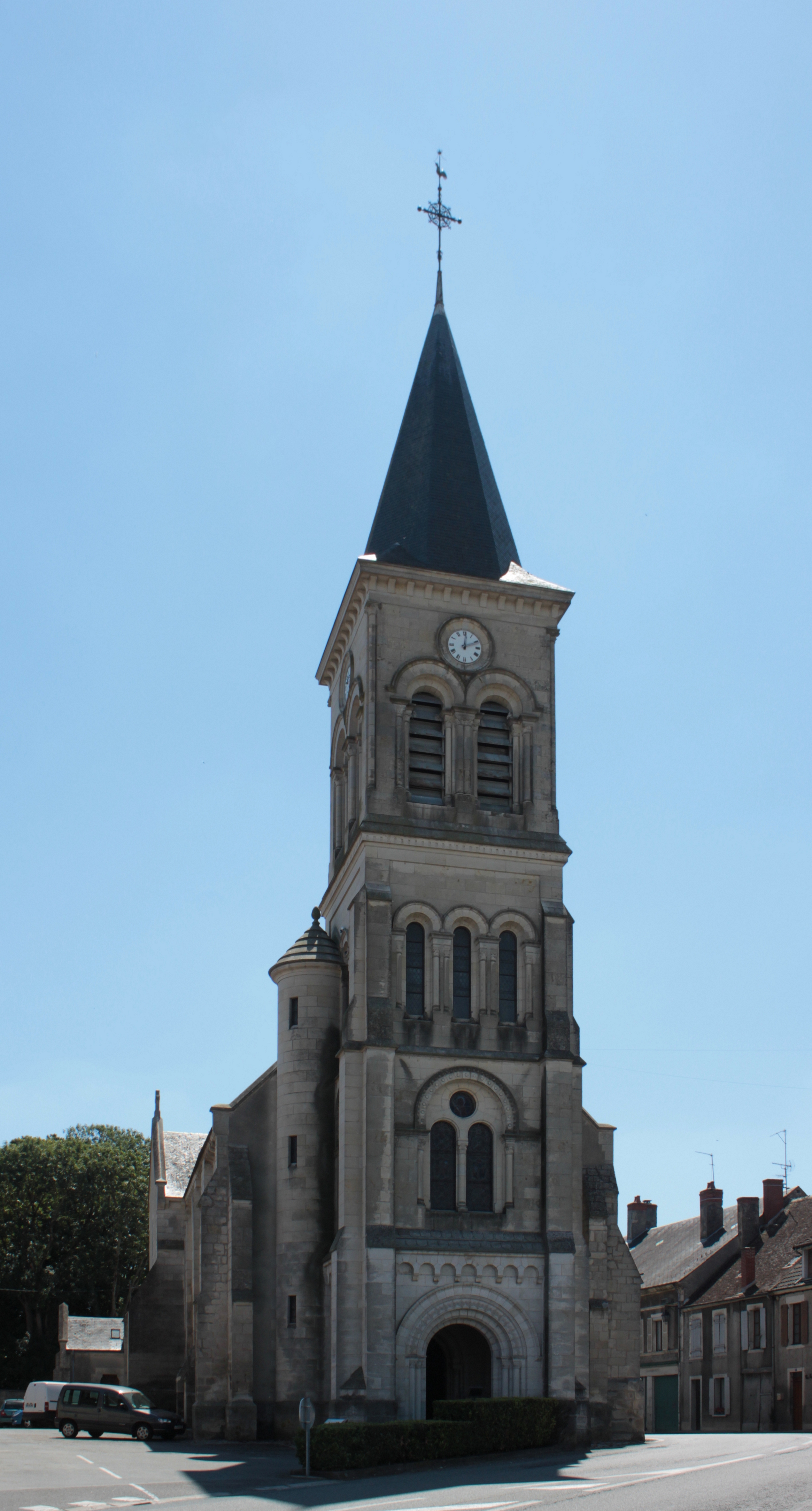
Kerk in Blet
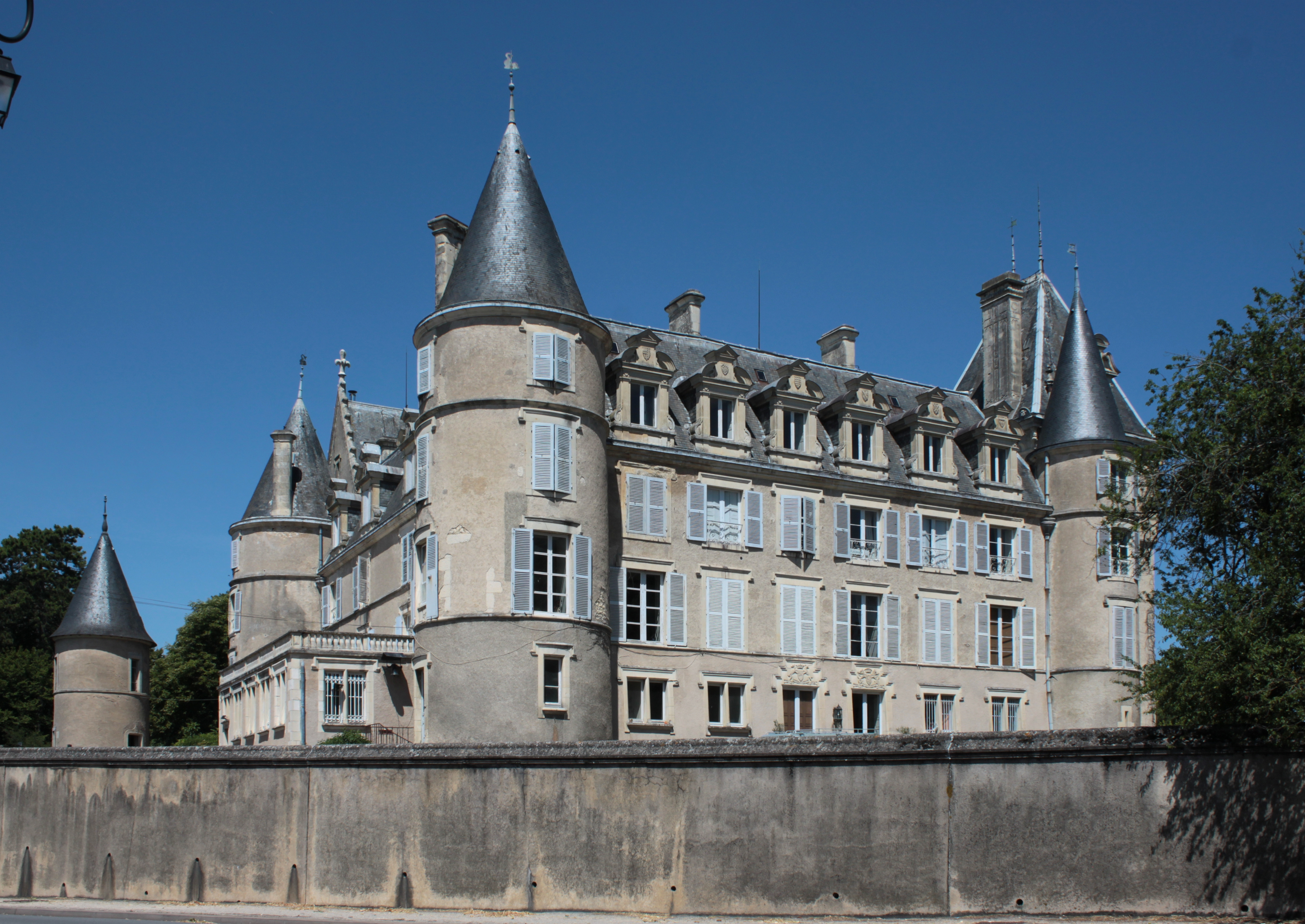
Kasteel van Blet

## Geografie
De oppervlakte van Blet bedraagt 30,0 km², de bevolkingsdichtheid is 21,1 inwoners per km².
De onderstaande kaart toont de ligging van Blet met de belangrijkste infrastructuur en aangrenzende gemeenten.

## Demografie
Onderstaande figuur toont het verloop van het inwonertal (bron: INSEE-tellingen).